# Exaerete smaragdina
Exaerete smaragdina är en biart som först beskrevs av Guérin-Méneville 1845.  Exaerete smaragdina ingår i släktet Exaerete, tribus orkidébin, och familjen långtungebin. Inga underarter finns listade.

## Bildgalleri

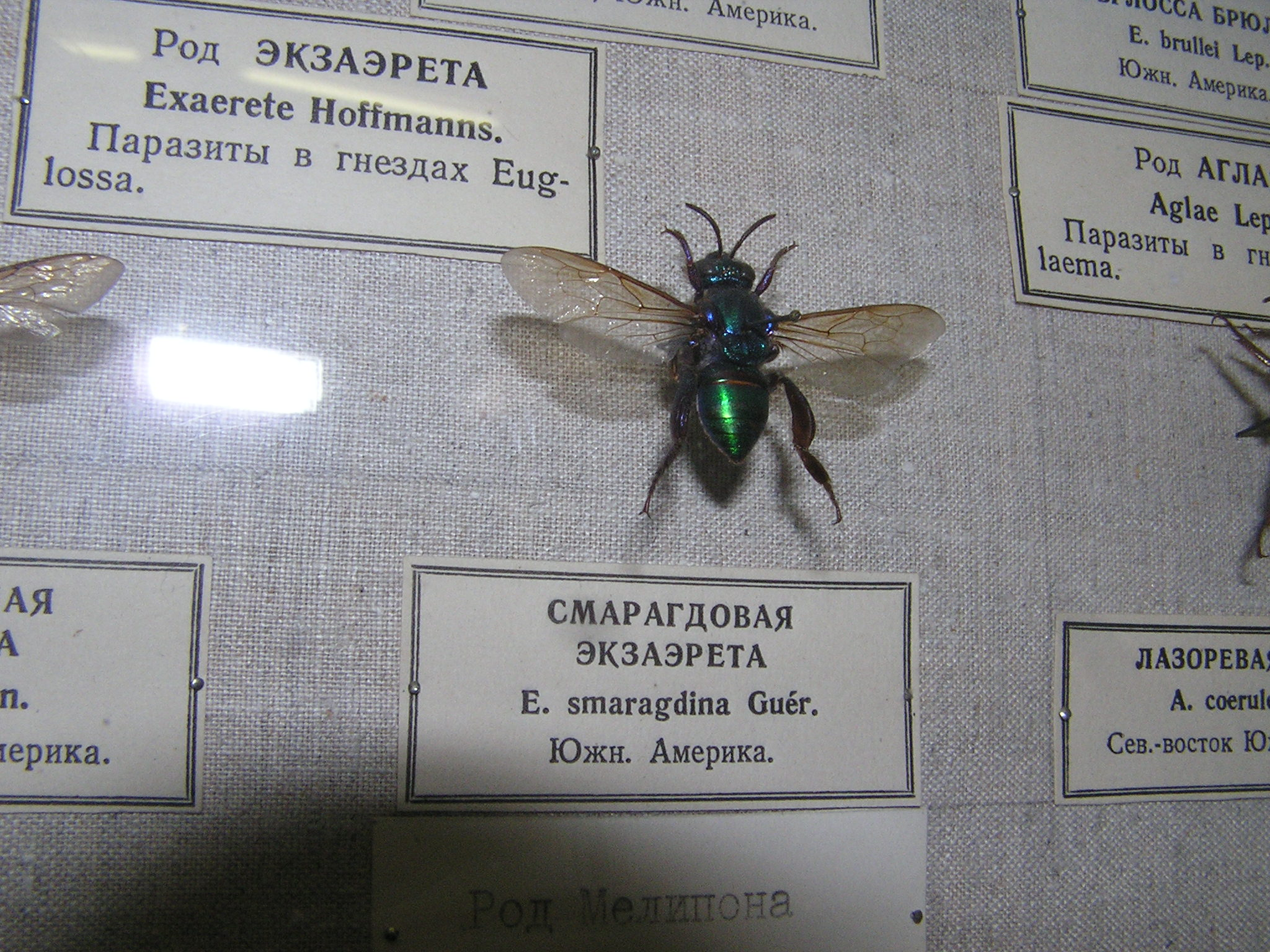